# 功夫瑜伽
《功夫瑜珈》（英語：Kung Fu Yoga）是由北京太合娱樂、耀莱影视文化等聯合出品的中港印合拍功夫喜剧電影，由唐季禮執導，成龍、李治廷主演。該片講述了一位考古學家被一張千年前的地圖所吸引，在中印兩國間尋找“神秘寶石”的故事。2017年1月28日在中国大陆上映。

## 劇情
中國功夫VS.印度瑜伽！？創新融合再造功夫傳奇！考古學教授Jack（成龍 飾）多年來未曾踏出過任教的學校，校長和學生們都對他加油添醋的歷史半信半疑。在一次授課後，某位印度女孩找上了Jack，並用了一張千年的地圖吸引了Jack的目光。
於是Jack和摯友的兒子Jones（李治廷 飾）、助教小光（張藝興 飾）組成「尋寶小分隊」，為尋找傳說中的「神秘寶石」展開一連冒險。

## 角色
| 演員          | 角色              | 备注                                                                                       |
| 成龙          | Jack Chan(傑克)   | 考古学教授                                                                                 |
| 李治廷        | Jones(瓊斯)       | Jack好友的儿子，尋寶家                                                                     |
| 張藝興        | 朱小光            | Jack助教                                                                                   |
| 母其彌雅      | 諾敏              | Jack助理                                                                                   |
| 蒂莎帕塔妮    | Ashmita(愛斯米塔) | 印度「拉賈斯坦」皇宮博物館研究所的女博士，真實身分為天竺「摩揭陀國」吉檀迦利公主的68代後裔 |
| 艾米拉·达斯特 | Kyra(凱拉)        | Ashmita的助教，真實身分是Ashmita的親妹妹，也是公主                                         |
| 索努·蘇德     | Randall(蘭德爾)   | 天竺「摩揭陀國」象軍首領阿羅那順的後代，想要奪取「摩揭陀國」的國家寶藏                     |
| 曾志偉        | 建華              | Jack的好友                                                                                 |
| 張國立        |                   | Jack的好友，迪拜土豪                                                                       |
| 尚語賢        |                   | 迪拜土豪的女儿                                                                             |
| 姜雯          | 姜雯              | 從北京到印度的歷史系研究生，也是Ashmita的中文老师                                          |
| 高明          |                   | 博物馆馆长                                                                                 |

## 其他
在拍攝期間劇組受到杜拜高規格禮遇，杜拜王子豪氣出借超跑，玩壞再送，拍攝期間杜拜實施封路以利拍攝進行，與成龍一起公路飆車的獅子小傑基則為杜拜公主的寵物。

## 票房
中國大陸累计票房17億人民幣。
台灣票房方面，最終票房1434萬元新台幣。 
| 上一届： 《西游伏妖篇》 | 2017年中国内地一周票房冠军 第6週 | 下一届： 《极限特工：终极回归》 |

## 奬項及提名
| 年度   | 颁奖典礼                     | 奖项         | 姓名         | 结果 |
| ------ | ---------------------------- | ------------ | ------------ | ---- |
| 2017年 | 第一屆馬來西亞國際電影人年展 | 最佳導演     | 唐季禮       | 獲獎 |
| 2017年 | 第一屆馬來西亞國際電影人年展 | 最佳動作設計 | 成龍、唐季禮 | 獲獎 |